# Kuleaen
Kuleaen es uno de los siete distritos que forman la provincia camboyana de Preah Wijía, con una población estimada en marzo de 2008 de 24 284 habitantes. Está dividido en las siguientes  comunas (khum), que se muestran asimismo con población estimada de 2008:
- Kuleaen Cheung 3,460
- Kuleaen Tboung 3,713
- Phnum Penh 3,523
- Phnum Tbaeng Pir 3,456
- Srayang 7,325
- Thmei 3,347[1]